# Generalife
Cung điện Generalife (tiếng Ả Rập: جَنَّة الْعَرِيف Jannat al-‘Arīf, literally, "Architect's Garden") là cung điện mùa hè và tài sản quốc gia của các vua Nasrid Emir của Đế chế Granada ở Al-Andalus, hiện nay bên cạnh Granada thuộc vùng hành chính ở Andalucía, Tây Ban Nha.

## Lịch sử
Cung điện và các vườn được xây dựng trong suốt triều đại Muhammed III, Quốc vương Granada (1302–1309) và được trang trí lại sau đó ít lâu bởi Ismail I, Quốc vương Granada (1313–1324).

## Hình ảnh

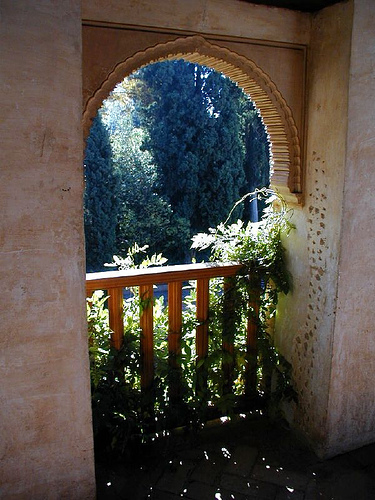
Cửa sổ của Generalife
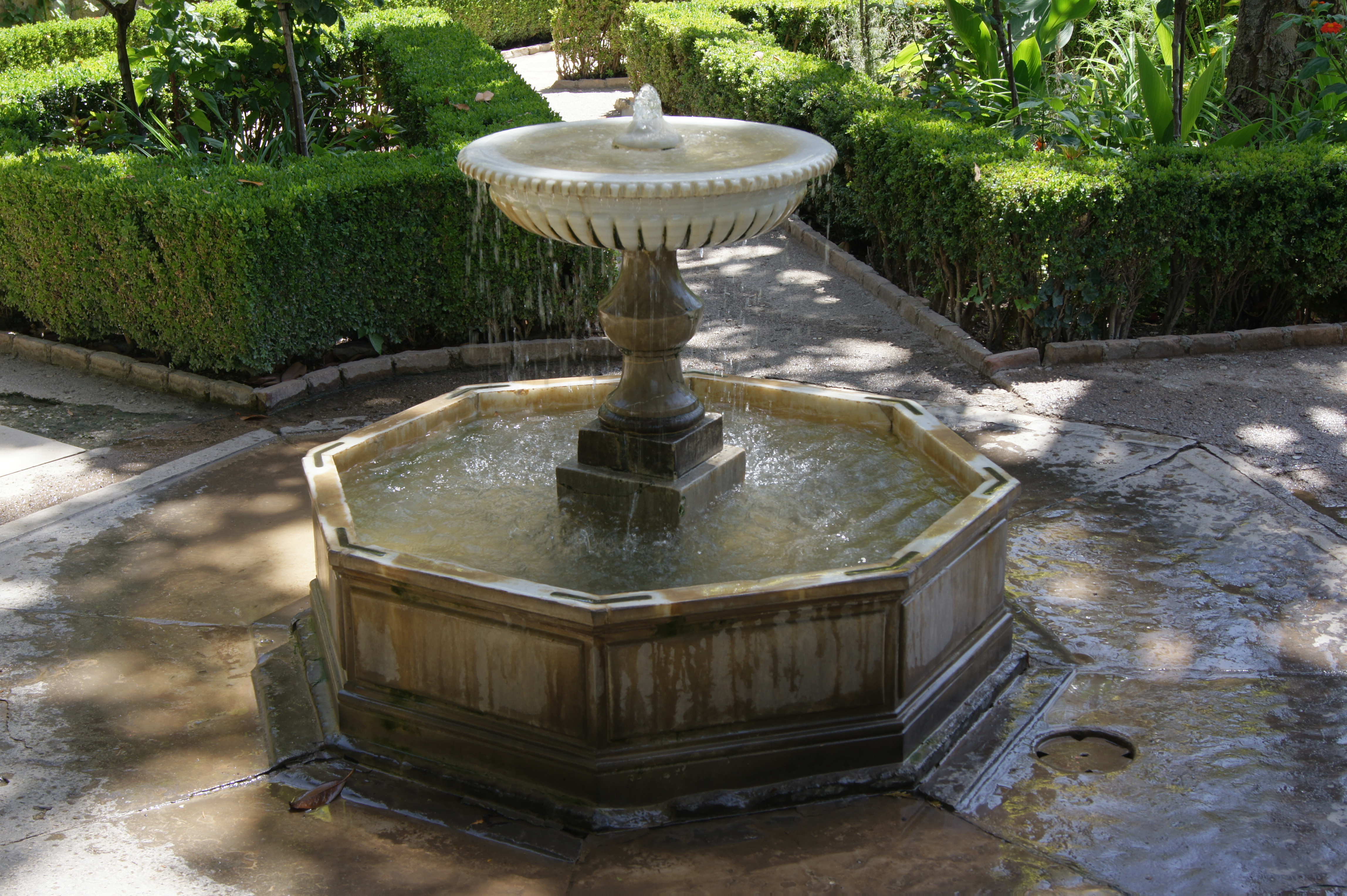
Vũng nước từ đài phun nước